# Stazione di Vasto-San Salvo
La stazione di Vasto-San Salvo è una stazione ferroviaria, posta sulla linea Adriatica, a servizio dei comuni di Vasto e San Salvo.

## Storia
La stazione di Vasto-San Salvo venne attivata al servizio commerciale il 18 maggio 1989. Nel 2022 iniziarono i lavori di ristrutturazione della stazione, che comprendevano l'eliminazione delle barriere architettoniche, una riqualificazione generale dell'impianto e il collegamento con la Ciclovia Adriatica. Completati all'inizio del 2025, i lavori sono stati finanziati dalla Rete Ferroviaria Italiana per una somma totale di 11,5 milioni di euro, di cui dieci provenienti dai fondi del piano nazionale di ripresa e resilienza.

## Strutture e impiantiIl

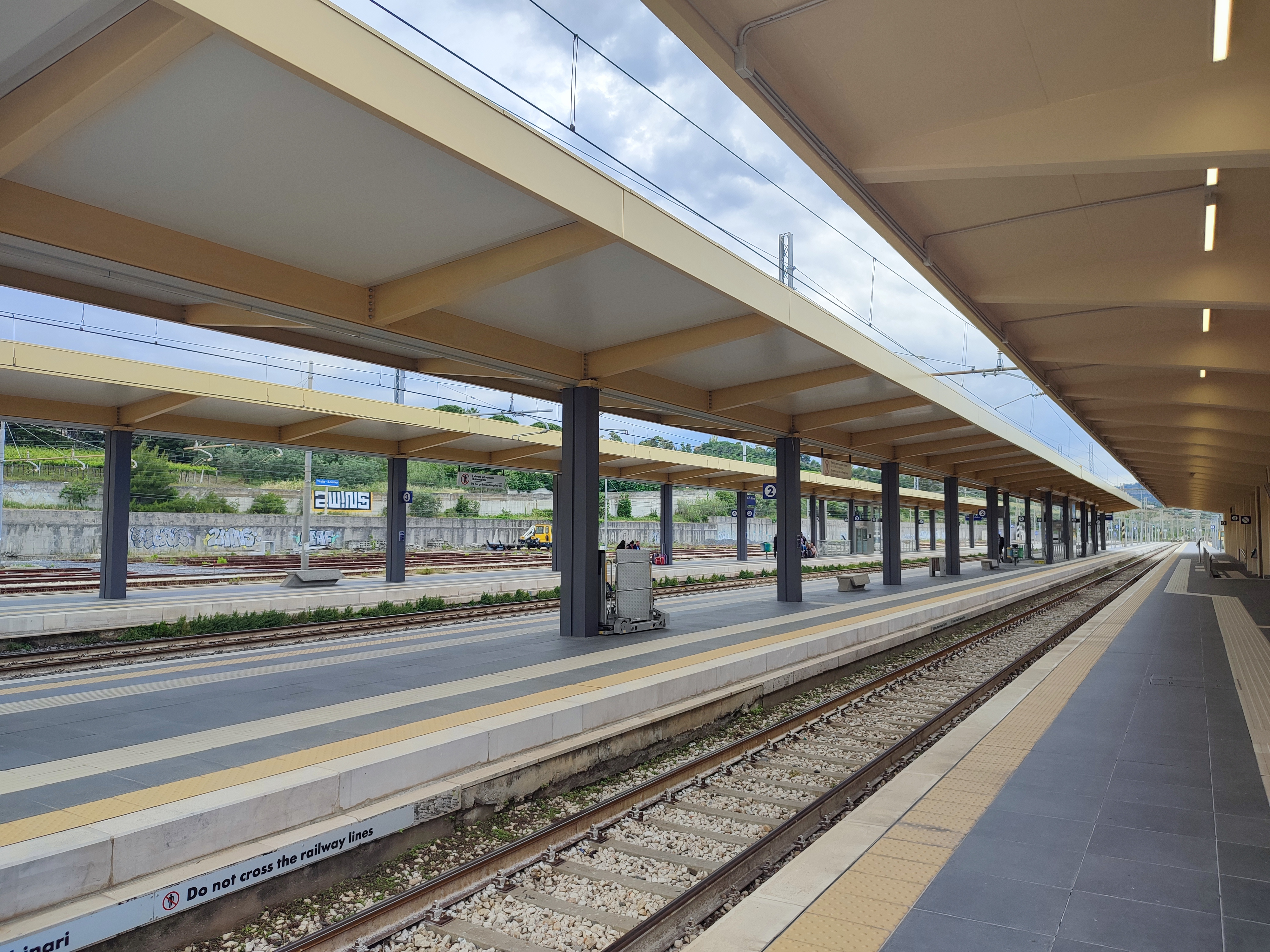
Il piano del ferro dopo i lavori di ammodernamento del 2025

Il piazzale ferroviario della stazione contiene quattro binari per il traffico viaggiatori più altri sette per i convogli per il relativo scalo merci posto sul lato nord, che serve un'area industriale situata nelle vicinanze. I binari 1, 2 e 3, destinati al servizio viaggiatori, sono serviti da banchine e coperti da pensiline in cemento armato. I binari 2 e 3 sono di corretto tracciato e presentano la linea aerea a mensola inclinata, particolarità del tratto della ferrovia Adriatica da Termoli a Ortona. Il fabbricato viaggiatori ospita la sala d'attesa con l'atrio della biglietteria, i servizi tecnici, igienici e il bar. Lo scalo ferroviario è gestito da Rete Ferroviaria Italiana.

## Movimento
La stazione è servita da treni regionali svolti dalle imprese ferroviarie TUA e Trenitalia, con quest'ultima che effettua anche collegamenti a lunga percorrenza svolti con InterCity e, nel periodo estivo, Frecciarossa.

## Servizi
La stazione dispone dei seguenti servizi:
- Biglietteria automatica
- Sala d'attesa
- Servizi igienici
- Posto di Polizia ferroviaria
- Bar

## Interscambi
La stazione è servita da autolinee gestite da SAT e Di Fonzo; vi è altresì una fermata di taxi.
- Fermata autobus urbani
- Fermata taxi